# بانکسیا پیرمرد
بانکسیای پیرمرد (نام علمی: Banksia serrata) نام یک گونه از سرده بانکسیا است. زیستگاه این درخت شرق و جنوب شرقی استرالیا است. این گیاه جزء درختان آب‌وهوای اقیانوسی ملایم است و گیاهی تزئینی محسوب می‌شود.